# NGC 1980
NGC 1980 è un piccolo ma brillante ammasso aperto visibile nella costellazione di Orione.

## Osservazione

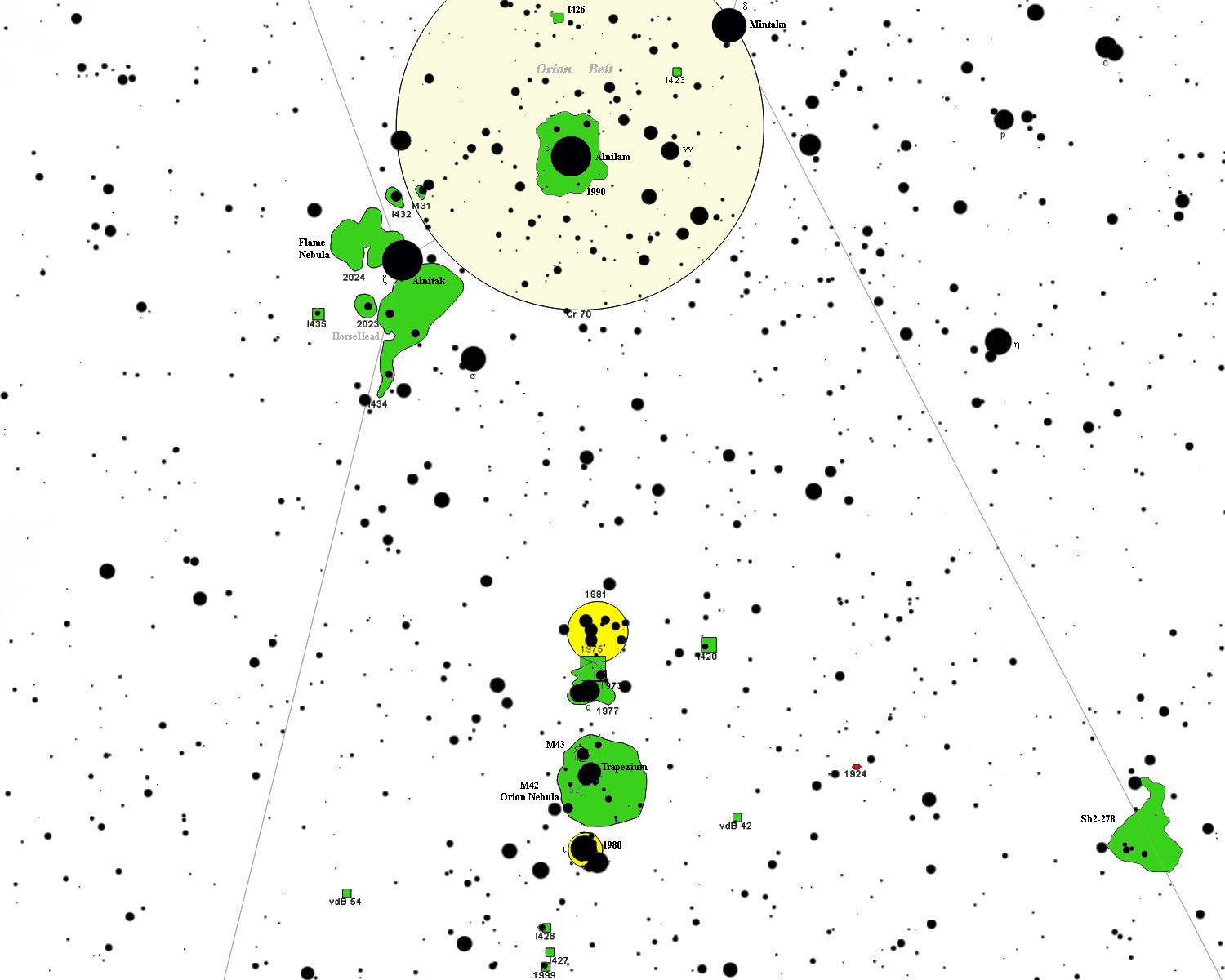
Mappa della Spada di Orione.

Si presenta come un ammasso molto brillante meno di un grado a sud della Nebulosa di Orione, costituente l'estremità meridionale dell'asterismo della Spada di Orione. A occhio nudo si nota senza difficoltà la stella ι Orionis, che è l'astro più luminoso dell'ammasso, più alcune stelle di quinta magnitudine; mediante un binocolo sono osservabili ulteriori componenti di settima magnitudine, tutte piuttosto ravvicinate fra loro, mentre con un piccolo telescopio e bassi ingrandimenti si arriva a notare fino a una trentina di stelle. All'ammasso si sovrappone una tenue nebulosità, parte del Complesso di Orione, evidente nelle foto a lunga esposizione.
La sua posizione giace quasi a cavallo dell'equatore celeste; ciò comporta che la sua osservazione sia possibile da quasi tutte le regioni della Terra, ad eccezione di pochi gradi attorno al polo nord. La sua visibilità è inoltre quasi identica per le coppie di latitudini opposte, da cui si presenta quasi alla stessa altezza sull'orizzonte. Il periodo migliore per la sua osservazione nel cielo serale è quello compreso fra ottobre e marzo.

## Storia delle osservazioni
NGC 1980 venne individuato per la prima volta da William Herschel nel 1786 attraverso un telescopio riflettore da 18,7 pollici; suo figlio John Herschel lo riosservò in seguito e lo inserì poi nel suo General Catalogue of Nebulae and Clusters col numero 1183.

## Caratteristiche
NGC 1980 è un oggetto molto giovane, dominato da stelle calde e azzurre di classe spettrale O e B. Se si escludono un paio di stelle che paiono appartenere all'ammasso solo per un effetto prospettico, sovrapponendosi in realtà ad esso, la maggior parte delle stelle di NGC 1980 appartiene all'associazione OB Orion OB1, una delle associazioni OB meglio conosciute e studiate della volta celeste. Si tratta di una vastissima associazione cui appartengono almeno 10.000 stelle, poste a una distanza media di circa 420 parsec (1400 anni luce). In particolare, NGC 1980 è una delle sottoassociazioni di Orion OB1 che, assieme ad altre (NGC 1981, NGC 1977, OMC-2, il Trapezio), fanno parte della regione della Spada di Orione. Uno studio del 2010 ha individuato in tale regione 8 sottoassociazioni principali (fra cui NGC 1980) e 100 sottoassociazioni più piccole.

### Carte celesti
- Tirion, Rappaport, Lovi, Uranometria 2000.0 - Volume II - The Southern Hemisphere to +6°, Richmond, Virginia, USA, Willmann-Bell, inc., 1987, ISBN 0-943396-15-8.
- Tirion, Sinnott, Sky Atlas 2000.0, 2ª ed., Cambridge, USA, Cambridge University Press, 1998, ISBN 0-933346-90-5.